# Roucamps
Roucamps – miejscowość i dawna gmina we Francji, w regionie Normandia, w departamencie Calvados. W 2013 roku liczba ludności wynosiła 226 mieszkańców. 
W dniu 1 stycznia 2017 roku z połączenia siedmiu ówczesnych gmin – Aunay-sur-Odon, Bauquay, Campandré-Valcongrain, Danvou-la-Ferrière, Ondefontaine, Le Plessis-Grimoult oraz Roucamps – utworzono nową gminę Les Monts-d'Aunay. Siedzibą gminy została miejscowość Aunay-sur-Odon. 